# Nieśmiertelny IV: Ostatnia rozgrywka
Nieśmiertelny IV: Ostatnia rozgrywka (ang. Highlander: Endgame) – film fantasy produkcji amerykańskiej z 2000 roku, z Christopherem Lambertem w roli głównej. Film wyreżyserowany przez Douglasa Aarniokoskiego. Czwarta część serii.

## Fabuła
Nieśmiertelny wojownik Connor MacLeod (Christopher Lambert) zamieszkuje w położonym na pustkowiu sanktuarium. Jego spokój zakłóca wróg, Jacob Kell (Bruce Payne). Morduje on niemal wszystkie przebywające w świątyni osoby. Connora, który ocalał, wspiera w walce z Kellem Duncan MacLeod (Adrian Paul). W wyniku mordów dokonanych przez Kella, Connor decyduje się połączyć siły z Duncanem. Początkowo Duncan nie rozumie o co chodzi jego bratu, jednak gdy Connor wyzywa Duncana na pojedynek wszystko staje się jasne. Duncan nie chce walczyć z bratem, ale wówczas Connor go atakuje i tym samym zmusza do walki. W przerwach między starciami Connor wyjaśnia bratu na czym polega jego plan i przed ostatnim starciem bracia żegnają się. Connor chwilę później ponownie atakuje Duncana, a ten odpiera ten atak na tyle skutecznie, że zabija Connora. Chwilę później Duncan ma przed oczami wszystkie wspomnienia brata a następnie przejmuje jego moc. Po tym pojedynku Duncan przygotowuje się do ostatniego pojedynku. Wreszcie przychodzi czas na walkę z Jacobem Kellem. Kell widząc Duncana początkowo wybucha śmiechem i kpi z rywala. Szczególnie bawi go zabicie Connora przez Duncana. W końcu dochodzi do starcia. Przez większą część pojedynku Kell ma przewagę. W pewnym momencie przyznaje się rannemu Duncanowi do zabójstwa jego żony Keith. Na dowód rzuca rywalowi medalik jego żony. Wtedy Duncan rzuca się na Kella i dźga go mieczem. Ten jednak wyjmuje sztylet i zadaje nim kilka ciosów Duncanowi w brzuch. MacLeod jednak się podnosi i ponownie atakuje Kella. Tym razem zagania nieśmiertelnego rzeźnika w pułapkę i kiedy Kell orientuje się w tym, Duncan ścina mu głowę, zabijając go. Potem wyrzuca bezgłowe ciało Kella przez barierkę. Po kilku sekundach spadania ciało Kella wpada do zbiornika z wodą, a chwilę później olbrzymią moc Kella przejmuje Duncan. Film kończy się pochówkiem Connora obok jego żony w Szkocji.

## Obsada
- Christopher Lambert – Connor MacLeod
- Adrian Paul – Duncan MacLeod
- Bruce Payne – Jacob Kell
- Ian Paul Cassidy – Cracker Bob
- Sheila Gish – Rachel Ellenstein
- Donnie Yen – Jin
- Lisa Barbuscia – Faith
- Jim Byrnes – Joe Dawson
- Peter Wingfield – Methos
- Beatie Edney – Heather MacDonald
- Damon Dash – Carlos
- Oris Erhuero – Winston
- Thomas Lockyer – Matthew Hale